# Kaga (1921)
Kaga (japonsky 加賀) byla druhou velkou letadlovou lodí japonského císařského námořnictva. Zúčastnila se šanghajského incidentu a druhé čínsko-japonské války. Na začátku druhé světové války v Pacifiku byla součástí Nagumovy Kidó Butai (機動部隊 mobilní svaz/úderný svaz letadlových lodí), se kterou se zúčastnila útoků na Pearl Harbor, Rabaul, Port Darwin, Jávu a spolu se třemi dalšími japonskými letadlovými loděmi byla potopena v bitvě u Midway.

## Vývoj
Kaga byla navržena jako druhá bitevní loď třídy Tosa. Kaga byla spuštěna na vodu 17. listopadu 1921 v Kóbe. Podepsáním Washingtonské námořní konference v roce 1922 se ale Japonsko (stejně jako ostatní signatáři) zavázalo omezit námořní zbrojení, což znamenalo zrušit a sešrotovat nadlimitní jednotky. Stavba obou jednotek třídy Tosa proto byla zastavena 5. února 1922 a obě nehotové jednotky byly určeny k sešrotování.
Bylo ale povoleno přestavět trupy dvou bitevních lodí nebo bitevních křižníků na letadlové lodě o maximálním výtlaku 33 000 tun. Palubní letectvo bylo teprve v plenkách a letadlovým lodím se tehdy ještě nepřisuzovala taková důležitost. Až do II. světové války měly páteř velkých loďstev tvořit lodě bitevní. Pro konverzi na letadlové lodě byly tedy vybrány první dvě rozestavěné jednotky třídy Amagi: Amagi a Akagi. Přestavba Amagi byla ale zrušena, když byl její rozestavěný trup 1. září 1923 poškozen při zemětřesení natolik, že jeho oprava by byla neekonomická. Jako náhradu za sešrotování Amagi bylo rozhodnuto přestavět na letadlovou loď právě rozestavěný trup bitevní lodi Kaga. 1. listopadu 1929 v Sasebu převzalo námořnictvo Kagu již jako letadlovou loď.

## Provedení

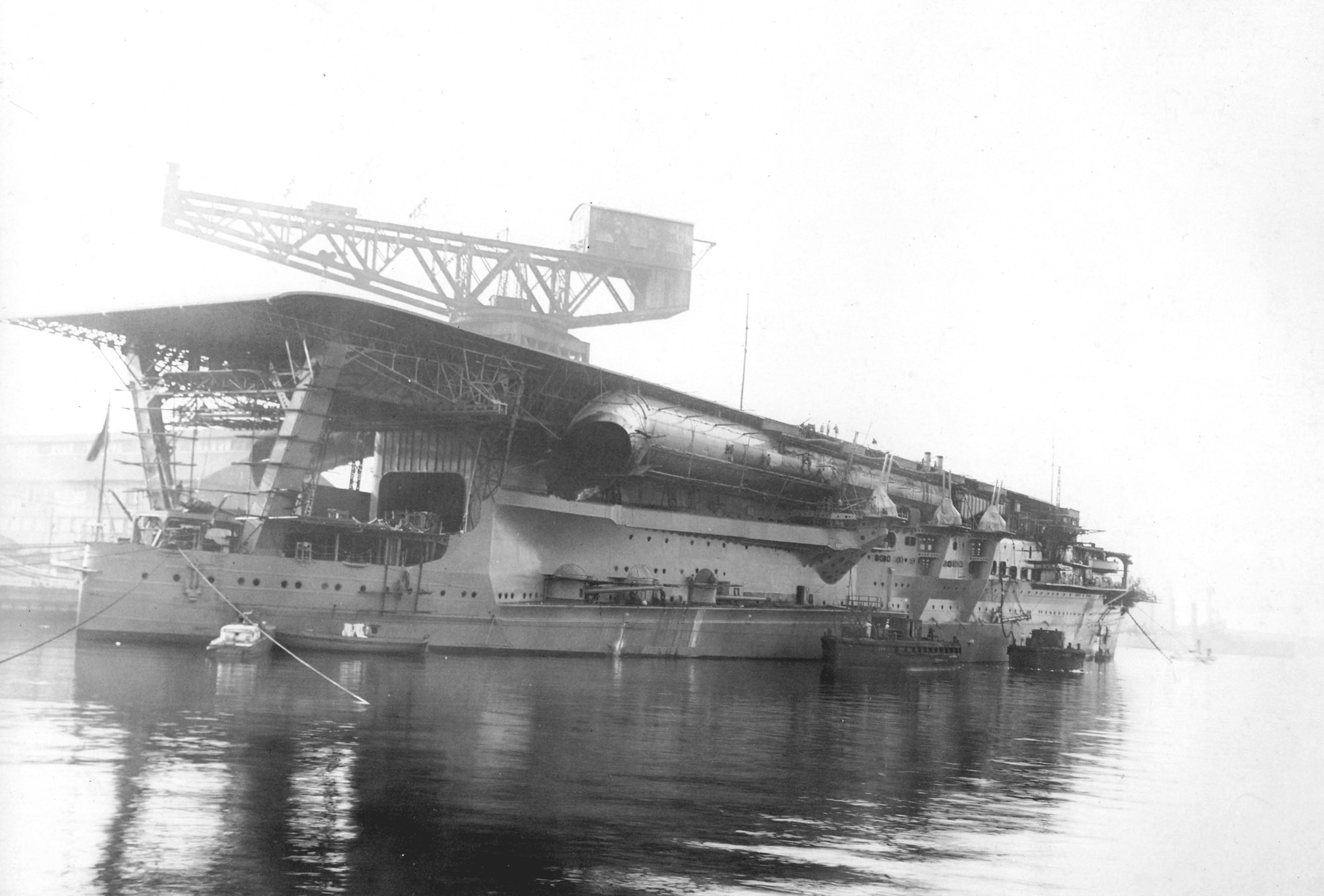
Kaga těsně před dokončením v roce 1928. Pohled na pravobok od zádi. Všimněte si tělesa komínu táhnoucího se podél boku lodi pod úrovní letové paluby a tří kasemat těsně nad hladinou.

Přestavba na letadlovou loď znamenala kompletní předělání původního návrhu bitevní lodi, které spočívalo nejenom v náhradě dělostřelecké výzbroje a nástaveb za celkem tři letové paluby, ale také zeslabení původně navrhovaného pancéřování.
V původní konfiguraci po dokončení byla Kaga — obdobně jako Akagi — letadlovou lodí s jednou dlouhou vzletovou a přistávací palubou táhnoucí se od zádi do asi 2/3 délky plavidla. Pod ní se dále na přídi nacházely další dvě odstupňované startovací dráhy u kterých se počítalo se startem lehčích stíhacích, bombardovacích a torpédonosných dvouplošníků. Záměrem bylo umožnit současné přistávání i starty letounů (na současných letadlových lodích je toto řešeno úhlovou palubou). Ze spodních dvou palub měly letouny startovat přímo z hangáru, bez nutnosti vytahovat je na palubu. Na horní palubě se nacházely dva výtahy pro dopravu letadel do (a z) hangáru.
Na prostřední palubě byly po jejích okrajích umístěny dvě dvouhlavňové věže s 200mm kanóny. Dalších šest bylo umístěno v kasematech na zádi na bocích.
Spaliny z kotelny byly odváděny dvěma velkými a dlouhými horizontálními komíny po obou stranách lodi směrem k zádi.

### Přestavba 1934-1935

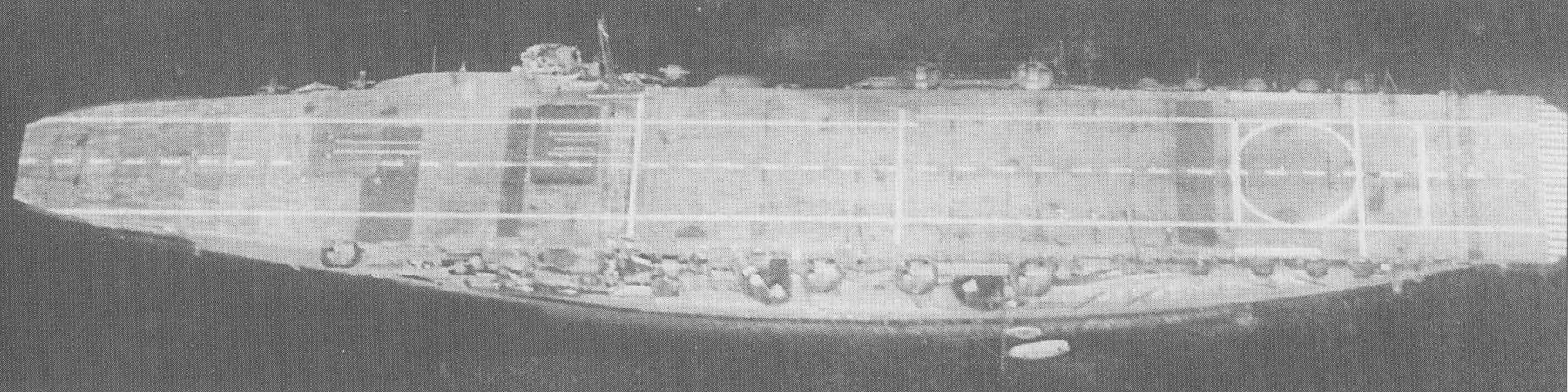
Kaga po přestavbě s novou palubou.

Třípalubové uspořádání letových palub se ale neosvědčilo a tak byly obě přední nižší paluby během přestavby od srpna 1934 až do listopadu 1935 odstraněny a hlavní vzletová a přistávací paluba protažena na celou délku plavidla, přičemž na přídi a zádi byla podpírána nosníky. Na prodloužené přídi se objevil třetí výtah. S přestavbou souviselo i navýšení přepravní kapacity palubního letectva z 60 na 90 strojů a teoreticky bylo možné uskladnit až 140 strojů. Po přestavbě ale Kaga nenesla plnou kapacitu. Její letový park v listopadu 1935 tvořilo 16 stíhacích A2N, 16 střemhlavých bombardérů D1A1 a 28 torpédonosných B2M.
Byl přidán malý velitelský můstek (tzv. ostrov) na pravoboku. Původní dva komíny po obou stranách lodi byly nahrazeny jediným, k hladině skloněným, na pravoboku za můstkem. Kotle na smíšené palivo byly nahrazeny kotli na mazut. Byly rozšířeny sklady munice a leteckých pohonných hmot.
Spolu s „narovnáním“ letové paluby zmizely ony dvě dělové věže z prostřední letové paluby. Na rozdíl od pozdější přestavby Akagi se ale ještě nepovedlo přesvědčit „syndromem bitevních lodí“ postižené velení, že nejlepší zbraní jsou vlastní letadla a silná dělostřelecká výzbroj jenom zabírá jejich místo. Jako kompenzace odstraněných dělových věží proto byl zvýšen počet děl v kasematech na zádi z šesti na deset.

### Jméno
Jelikož byla loď původně navržena jako bitevní loď, zůstalo jí pojmenování po japonské provincii, konkrétně provincii Kaga (část dnešní prefektury Išikawa). Podle jmenných konvencí císařského námořnictva by jinak pro letadlovou loď mělo být vyhrazeno jméno po létajícím zvířeti, obdobně jako například první japonská letadlová loď Hóšó (~ „letící fénix“).

### Označování letounů palubní skupinyKaga
Letouny palubní skupiny Kaga (加賀飛行機隊 Kaga hikókitai) byly v průběhu služby letadlové lodě označovány na kýlovce kódem, dle následujícího schématu: [kód Kaga]-[taktické číslo]. Identifikační kód Kaga se v průběhu služby měnil: do konce 30. let ho tvořil katakanou psaný znak pro ni ニ, na přelomu 30. a 40. let ho nahradilo latinkou psané K a na základě dílčí reorganizace Spojeného loďstva v roce 1940 se kódem Kaga stala kombinace písmena a římské číslice AII. V rámci této reorganizace přibyl jako identifikační prvek pro palubní skupinu Kaga navíc dva široké červené pruhy na trupu letounu.

## Služba

### Před II. světovou válkou
Po dokončení se Kaga podrobila dvěma rokům zkoušek. Po přestavbě se vrátila do služby v roce 1935 a ve druhé polovině třicátých let působila u čínských břehů, zúčastnila se šanghajského incidentu a druhé čínsko-japonské války.
Dne 11. listopadu 1937 byla u čínských břehů napadena třemi čínskými bombardéry Northrop Gamma 2E, ale všechny byly sestřeleny.
10. dubna 1941 je přiřazena k 1. divizi letadlových lodí nově zformované 1. letecké floty (第一航空艦隊 Dai-iči Kókú Kantai). Tak byl poprvé v historii vytvořen úderný svaz letadlových lodí (機動部隊 Kidó Butai), který soustředil námořní leteckou sílu do jednoho taktického uskupení schopného operovat daleko od mateřských základen a představujícího zlom v námořní strategii. Následují cvičení poblíž Kjúšú. Od 1. do 14. května se nachází v docích v Sasebu. Od 21. května do 23. října je vlajkovou lodí 1. divizi letadlových lodí.
22. listopadu vplouvá Kaga do Hittokappské zátoky na ostrově Etorofu, aby se připojila k ostatním jednotkám určeným k provedení útoku na Pearl Harbor.

### Za II. světové války

#### Útok na Pearl Harbor (prosinec 1941)

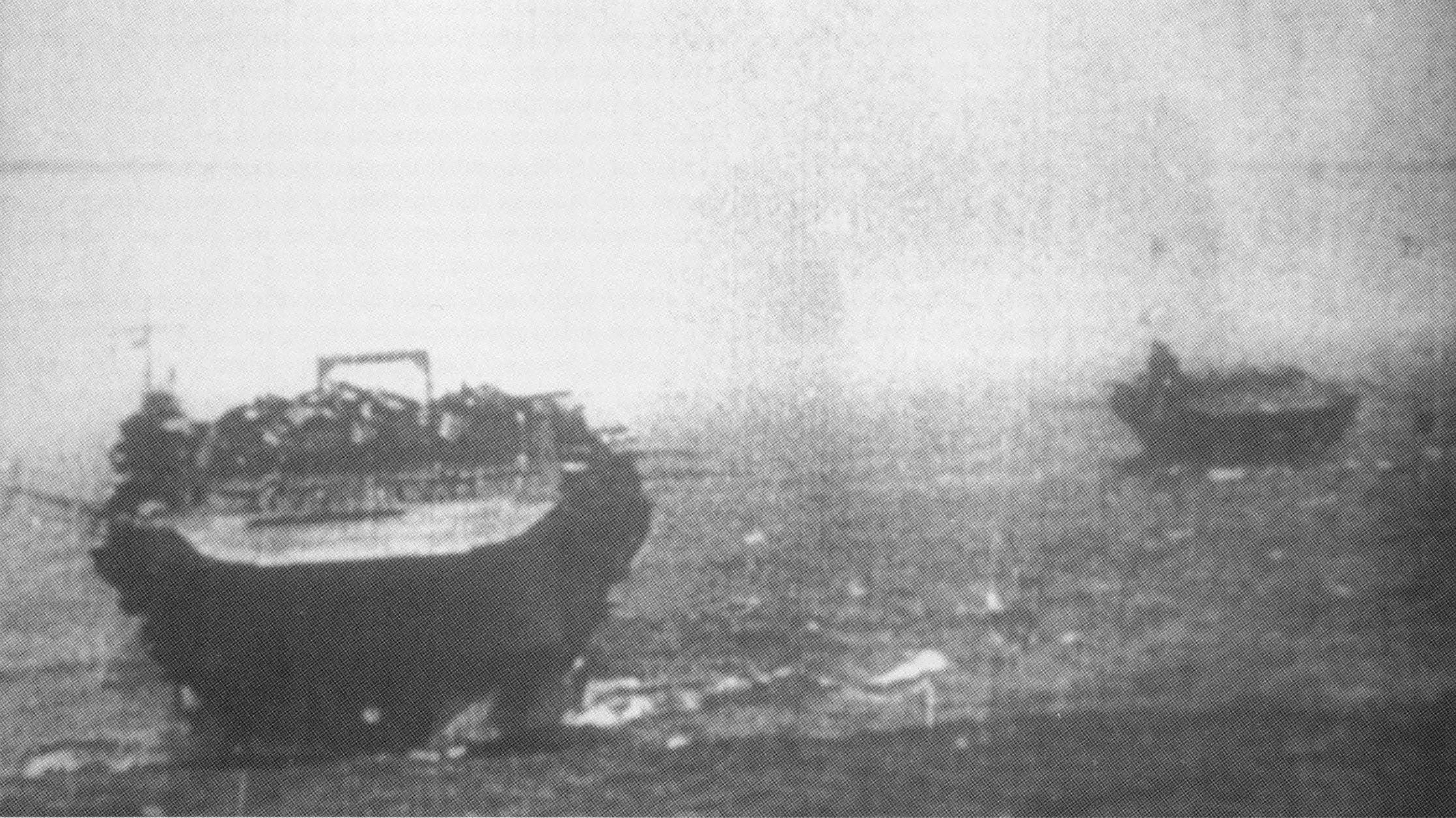
Kaga (v popředí) se Zuikaku během plavby k Pearl Harboru někdy mezi 26. listopadem a 7. prosincem 1941

Kaga opustila Hittokappskou zátoku 26. listopadu 1941 a spolu s ostatními plavidly Kidó Butai zamířila k Havajským ostrovům. V ranních hodinách 7. prosince pak vyslala své letouny ve dvou vlnách k útoku na Pearl Harbor. V první vlně poslala do útoku 26 bombardérů Nakadžima B5N2 Kate (15 vyzbrojených protipancéřovými pumami a 12 vybavených torpédy). Ty zaútočily na bitevní lodě USS Arizona, USS Tennessee, USS West Virginia, USS Oklahoma a USS Nevada a dílenskou loď USS Vestal. Doprovodilo je 9 stíhacích Micubiši A6M2 Zero, které zaútočily na Hickam Field. 26 střemhlavých bombardérů Aiči D3A1 Val druhé vlny (doprovázených devíti Zero) zaútočilo na Nevadu, USS Maryland a West Virginii.
Z první útočné vlny se nevrátily dvě Zero a pět Kate a ve druhé vlně ztratila Kaga dvě Zero a šest Val, přičemž celkem ztratila 31 příslušníků létajícího personálu.

#### Podpora japonského postupu v západním a jihozápadním Pacifiku (leden - březen 1942)
Po návratu do Japonska vyplouvá 9. ledna 1942 z Iwakuni a jejím cílem je atol Truk, kam dorazila 15. ledna. Spolu s letadlovou lodí Akagi (která připlula o den dříve) vyplouvá 17. ledna, aby se připojila k invazním jednotkám směřujícím na Rabaul. 20. ledna podnikly letouny z letadlových lodí Akagi a Kaga první nálet na Rabaul a Kavieng. Cílem byly slabě chráněné lodě v přístavu a letiště. 22. ledna znovu zaútočilo celkem 50 letounů (26 z Kaga) z obou letadlových lodí na Rabaul. Podařilo se zničit jediná dvě těžká protiletadlová děla a nálet trval celých 45 minut. 25. ledna se Kaga vrátila na Truk.
1. února vyplouvá z Truku, aby zasáhla proti americkým letadlovým lodím útočícím na japonské základny na Marshallových ostrovech, ale do oblasti připlula příliš pozdě a tak se 8. února vrací na Palau. 9. února najela Kaga při změně kotviště na útes. Bylo poškozeno dno lodi a na Palau bylo možno provést pouze provizorní opravy. Navzdory prosakování vody a omezení rychlosti na 18 uzlů (33,3 km/h) vyplouvá spolu s letadlovou lodí Akagi a 2. divizí letadlových lodí (第二航空戦隊 Dai-ni Kókú Sentai: Hirjú a Sorjú) 15. února k útoku na Port Darwin v Austrálii.

##### Nálet na Darwin
19. února ráno vyslala Kaga své letouny do útoku. Letovou palubu opustilo nejprve 27 pumami vyzbrojených Kate vedených poručíkem Hašigušim, které se u Melvillova ostrova spolu s ostatními Kate spojily se střemhlavými bombardéry. Ty startovaly později a Kaga jich vyslala 18 pod vedením poručíka Ogawy. Devíti Zero z Kagy velel poručík Nikaido. Cestou k cíli zaútočil jeden ze stíhačů, Nagahama, na americkou PBY-5 Catalina 22-P-18 (BuNo 2306) z VP-22, která hlídkovala nad zásobovacím plavidlem Florence D. Donutil ji nouzově přistát s hořícím levým motorem a její posádku následně zachránil Florence D (nebo Don Isidro). Poté pokračoval Nagahama dál sám, neboť ztratil své svěřence z dohledu. K Port Darwinu ale dorazil jako první a sám se postavil pětičlenné hlídce P-40E z 33. squadrony USAAF. Podařilo se mu sestřelit tři P-40 a jeden poškodit. Tím měly bombardéry zajištěnou prakticky volnou cestu.
Když se dalších pět P-40E od 33. squadrony USAAF pokusilo vzlétnout a napadnout bombardéry, sesypala se na ně Zera z Hirjú, Akagi a Kagy a všechny je sestřelila. Stíhači z Kagy si nárokovali tři jisté a jeden pravděpodobný sestřel (na některých se podíleli stíhači z Akagi). Stíhači z Kagy si pak nárokovali ještě jeden zničený letoun na letišti. Nagahama si nárokoval ještě jednu zapálenou PBY Catalinu přivázanou u mola. Dvě Zera z Kagy byla poškozena.
Kate bombardovaly město a přístav z výšky 14000 stop. Sedm Kate z Kagy bylo poškozeno protiletadlovou palbou. Střemhlavé Val z Kagy se rozdělily: 2. čútai spolu s Val z ostatních lodí zaútočila na lodě v přístavu a 1. čútai napadla letiště. Palbou ze země byla sestřelena Učikadova Val z 1. čútai, jejíž posádka zahynula. Šest Val bylo poškozeno.
Během útoku na Port Darwin bylo zničeno všech 11 P-40, 6 Hudsonů a mnoho dalších letadel bylo zničeno nebo poškozeno. Bombardéry z Kagy si nárokovaly potopení 5000t plavidla a zasažení mnoha pozemních cílů.
Vracející se Val z Kagy objevily 3200t zásobovací loď Don Isaldo, o kterou se později „postaraly“ Val ze Sórjú.

##### Invaze na Jávu
21. února se vrací do Staring Bay na Celebesu, ale již o čtyři dny později vyplouvá znovu, tentokrát k podpoře vylodění na Jávě. 27. února se připravuje na úder proti USS Langley, ale bombardéry z pozemních základen Kagu předběhnou. 5. března se Kaga přidává k útoku na Tjilatjap. Během hodinu trvajícího útoku bylo v přístavu potopeno osm lodí a poškozeno přístavní zařízení. Do Staring Bay se Kaga vrací 11. března.
15. března opouští Staring Bay a 22. března připlouvá do Saseba. Teprve nyní je možno provést nejenom nutnou údržbu, ale hlavně opravit poškození dna po najetí na útes. 27. března je proto Kaga umístěna do suchého doku. Pobyt v suchém doku až do 4. května je důvodem, proč se Kaga nezúčastnila dalších akcí Kidó Butai, zejména nájezdu do Indického oceánu a útoku na Cejlon.
4. května opouští Sasebo, aby se ve Vnitřním moři setkala s Akagi. Do Haširadžimi připlouvá 18. května.

#### Bitva u Midway (květen a červen 1942)
Hlavní článek: Bitva u Midway
Není-li uvedeno jinak, jsou data a časy uváděny v GMT-12
27. května v 6:00 opouští kotviště v Haširadžimě a spolu s ostatními jednotkami Nagumovy Kidó Butai vyplouvá vstříc svému osudu v bitvě u Midway. Na palubě měla celkem 18 stíhaček Zero (+ 9 v záloze), 18 střemhlavých bombardérů Val a 27 torpédových bombardérů Kate.
Velitelem palubní skupiny Kaga na její poslední akci byl Tadaši Kasumi, velitelem stíhačů byl Masao Sato, střemhlavým bombardérům velel Soiči Ogawa a torpédovým bombardérům Ičiro Kitajima.
V 10:22 4. června se nad japonským svazem objevily střemhlavé bombardéry SBD Dauntless od VS-6 a VB-6 z letadlové lodi USS Enterprise. Celá VS-6 a dvě sekce VB-6 si vybraly za cíl Kagu. Ta inkasovala nejméně čtyři zásahy po celé délce lodi. Četné požáry se vymkly kontrole a loď se zastavila. V 17:00 převzaly torpédoborce Hagikaze a Maikaze pro záchranné práce nepotřebnou část posádky. V 19:20 bylo rozhodnuto vzdát pokusy o záchranu plavidla, zbývající část posádky přešla na okolní plavidla a v 19:25 vystřelil torpédoborec Hagikaze dvě torpéda do středu lodi z pravoboku. Loď se začala potápět zádí napřed a pod hladinou zmizela na pozici 30°23′18″ s. š., 179°17′12″ z. d.. Zahynulo 814 důstojníků a mužů posádky, čímž získala smutné prvenství v počtu obětí mezi potopenými japonskými letadlovými loděmi během bitvy u Midway.
10. srpna 1942 byla vyškrtnuta ze seznamu lodí japonského císařského námořnictva.

## Vrak
Část vraku letadlové lodi Kaga — konkrétně část zadní pravoboční galerie s protiletadlovými „hnízdy“ — byla nalezena americkou oceánografickou lodí USNS Sumner v září 1999. Fragment trupu leží v hloubce 17 000 stop (5 181,6 m) a je otočen „vzhůru nohama“. Jedná se ale pouze o část vraku a vrak samotný — zbytek lodního trupu — je stále neobjeven.